# Neastacilla tzvetkowae
Neastacilla tzvetkowae är en kräftdjursart som beskrevs av Oleg Grigor'evich Kussakin 1974. Neastacilla tzvetkowae ingår i släktet Neastacilla och familjen Arcturidae. Inga underarter finns listade i Catalogue of Life.